# Lijst van rijksmonumenten aan de Leliegracht
Een overzicht van de 34 rijksmonumenten aan de Leliegracht in Amsterdam.
| Object | Oorspronkelijke functie? | Bouwjaar                        | Architect   | Locatie         | Coördinaten?                  | Nr.?   | Afbeelding                            |
| --- | ------------------------ | ------------------------------- | ----------- | --------------- | ----------------------------- | ------ | ------------------------------------- |
| Pand met klokgevel | Gebouw                   | derde kwart 18e eeuw            |             | Leliegracht 1   | 52° 22' 29" NB, 4° 53' 14" OL | 3449   | Pand met klokgevel                    |
| Pand met gevel waarvan het bovenstuk en de lijst                                                                              | Gebouw                   | 18e/19e eeuw                    |             | Leliegracht 5   | 52° 22' 29" NB, 4° 53' 14" OL | 3450   | Meer afbeeldingen                     |
| Pand met klokgevel | Gebouw                   | 17e/18e/19e eeuw                |             | Leliegracht 7I  | 52° 22' 29" NB, 4° 53' 14" OL | 3451   | Meer afbeeldingen                     |
| Pand met klokgevel met drie flesbalusters                                                                                     | Gebouw                   | ca. 1750                        |             | Leliegracht 9   | 52° 22' 29" NB, 4° 53' 13" OL | 3452   | Meer afbeeldingen                     |
| Pand met klokgevel | Gebouw                   | ca. 1750                        |             | Leliegracht 11  | 52° 22' 29" NB, 4° 53' 13" OL | 3453   | Meer afbeeldingen                     |
| Pand met gevel onder rechte lijst met consoles                                                                                | Woonhuis                 | begin 19e eeuw                  |             | Leliegracht 13  | 52° 22' 30" NB, 4° 53' 13" OL | 3454   | Meer afbeeldingen                     |
| Pand met halsgevel | Gebouw                   | eerste kwart 18e eeuw           |             | Leliegracht 15  | 52° 22' 30" NB, 4° 53' 13" OL | 3455   | Meer afbeeldingen                     |
| Pand met klokgevel met gebeeldhouwde stoep, geblokte deurkozijn en rijk gesneden kalf                                         | Gebouw                   | eerste helft 18e eeuw           |             | Leliegracht 19  | 52° 22' 30" NB, 4° 53' 12" OL | 3456   | Meer afbeeldingen                     |
| Pand verbouwd en van een nieuw dak voorzien pand, de toen verhoogde gevel onder rechte lijst met consoles waarop een dakkapel | Gebouw                   | 18e/19e eeuw                    |             | Leliegracht 21  | 52° 22' 30" NB, 4° 53' 11" OL | 3457   | Meer afbeeldingen                     |
| Pand met gevel onder rechte lijst waarin triglyfen en consoles (plm. 1800, met gesneden deurkalf                              | Woonhuis                 | ca. 1800                        |             | Leliegracht 23  | 52° 22' 30" NB, 4° 53' 11" OL | 3458   | Meer afbeeldingen                     |
| Grachtenhuis | Woonhuis                 | 1881 (verb.)                    | J.W. Meijer | Leliegracht 25  | 52° 22' 30" NB, 4° 53' 11" OL | 518361 | Meer afbeeldingen                     |
| Pand met gevel onder klokvormige top                                                                                          | Gebouw                   | 18e/19e eeuw                    |             | Leliegracht 35  | 52° 22' 32" NB, 4° 53' 7" OL  | 3459   | Meer afbeeldingen                     |
| Pand met halsgevel | Gebouw                   | tweede kwart 18e eeuw           |             | Leliegracht 37  | 52° 22' 32" NB, 4° 53' 6" OL  | 3460   | Meer afbeeldingen                     |
| Pand met halsgevel | Werk-woonhuis            | tweede kwart 18e eeuw           |             | Leliegracht 39  | 52° 22' 32" NB, 4° 53' 6" OL  | 3461   | Meer afbeeldingen                     |
| Pand met rijk gebeeldhouwde                                                                                                   | Gebouw                   | 18e/19e eeuw                    |             | Leliegracht 41  | 52° 22' 32" NB, 4° 53' 6" OL  | 3462   | Meer afbeeldingen                     |
| Pand met rijk gebeeldhouwde halsgevel                                                                                         | Woonhuis                 | tweede kwart 18e eeuw           |             | Leliegracht 43  | 52° 22' 32" NB, 4° 53' 5" OL  | 3463   | Meer afbeeldingen                     |
| Pand met vierraamsgevel waarin festoenen en jaartallinten                                                                     | Gebouw                   | 1673                            |             | Leliegracht 49  | 52° 22' 32" NB, 4° 53' 5" OL  | 3464   | Meer afbeeldingen                     |
| Hoekhuis onder schilddak met gepleisterde omlopende pui, waarin rondboogvensters onder lijst                                  | Gebouw                   | mogelijk eerste kwart 19e eeuw  |             | Leliegracht 51  | 52° 22' 33" NB, 4° 53' 4" OL  | 3465   | Meer afbeeldingen                     |
| Pand met halsgevel | Woonhuis                 | eerste of tweede kwart 18e eeuw |             | Leliegracht 4   | 52° 22' 30" NB, 4° 53' 15" OL | 3466   | Meer afbeeldingen                     |
| Pand met gevel onder rechte lijst                                                                                             | Gebouw                   | 18e/19e eeuw                    |             | Leliegracht 6   | 52° 22' 30" NB, 4° 53' 15" OL | 3467   | Meer afbeeldingen                     |
| Pand met halsgevel | Gebouw                   | eerste of tweede kwart 18e eeuw |             | Leliegracht 8   | 52° 22' 30" NB, 4° 53' 15" OL | 3468   | Meer afbeeldingen                     |
| Pand met gekuifde halsgevel gevelvlak vernieuwd en van een balcon voorzien                                                    | Gebouw                   | 18e/19e eeuw                    |             | Leliegracht 12  | 52° 22' 30" NB, 4° 53' 14" OL | 3469   | Meer afbeeldingen                     |
| Pand met klokgevel | Werk-woonhuis            | derde kwart 18e eeuw            |             | Leliegracht 14A | 52° 22' 30" NB, 4° 53' 14" OL | 3470   | Meer afbeeldingen                     |
| Pand met gevel onder klokvormige top met rollagen en fronton (xix                                                             | Gebouw                   | 17e/19e eeuw                    |             | Leliegracht 16  | 52° 22' 30" NB, 4° 53' 14" OL | 3471   | Meer afbeeldingen                     |
| Pand met klokgevel | Werk-woonhuis            | vroeg derde kwart 18e eeuw      |             | Leliegracht 18  | 52° 22' 31" NB, 4° 53' 14" OL | 3472   | Meer afbeeldingen                     |
| Pand met gevel onder verhoogde lijst met consoles met gebeeldhouwde stoep, 3 louis                                            | Gebouw                   | vroeg derde kwart 18e eeuw      |             | Leliegracht 20  | 52° 22' 31" NB, 4° 53' 13" OL | 3473   | Meer afbeeldingen                     |
| Pand met klokgevel | Gebouw                   | 18e eeuw                        |             | Leliegracht 34  | 52° 22' 31" NB, 4° 53' 12" OL | 3474   | Pand met klokgevel                    |
| Hoekhuis met gevel onder rechte lijst                                                                                         | Gebouw                   | 18e/19e eeuw                    |             | Leliegracht 36  | 52° 22' 32" NB, 4° 53' 9" OL  | 2516   | Hoekhuis met gevel onder rechte lijst |
| Hoekhuis met gevel onder rechte lijst                                                                                         | Gebouw                   | 18e of 19e eeuw                 |             | Leliegracht 36  | 52° 22' 32" NB, 4° 53' 9" OL  | 3475   | Meer afbeeldingen                     |
| Pand met klokgevel | Gebouw                   | derde kwart 18e eeuw            |             | Leliegracht 38  | 52° 22' 32" NB, 4° 53' 8" OL  | 3476   | Meer afbeeldingen                     |
| Pand met klokgevel met versierde stoep en gesneden louis                                                                      | Gebouw                   | 18e eeuw                        |             | Leliegracht 52  | 52° 22' 33" NB, 4° 53' 7" OL  | 3477   | Meer afbeeldingen                     |
| Pand met halsgevel | Gebouw                   | tweede kwart 18e eeuw           |             | Leliegracht 54  | 52° 22' 33" NB, 4° 53' 6" OL  | 3478   | Meer afbeeldingen                     |
| Pand met gevel onder rechte lijst                                                                                             | Gebouw                   | eerste helft 19e eeuw           |             | Leliegracht 58A | 52° 22' 33" NB, 4° 53' 6" OL  | 3479   | Meer afbeeldingen                     |
| Pand met hoge klokgevel | Gebouw                   | ca. 1750                        |             | Leliegracht 60  | 52° 22' 33" NB, 4° 53' 6" OL  | 3480   | Meer afbeeldingen                     |